# The Three Caballeros
The Three Caballeros este un film de animație din 1944, produs de Walt Disney Feature Animation și lansat inițial de către Walt Disney Pictures.